# Lutenśki Budyszcza
Lutenśki Budyszcza (ukr. Лютенські Будища) – wieś na Ukrainie, w obwodzie połtawskim, w rejonie połtawskim, w hromadzie Zińkiw. W 2001 liczyła 1562 mieszkańców.